# Krnjak
Krnjak (srbsky Крњак) je vesnice a sídlo stejnojmenné opčiny v Chorvatsku v Karlovacké župě. Nachází se mezi řekami Korana a Radonja, asi 17 km jihovýchodně od Karlovace a asi 32 km severozápadně od Veliké Kladuše (BiH). V roce 2011 žilo v Krnjaku 371 obyvatel, v celé opčině pak 1 985 obyvatel. V roce 1991 byla naprostá většina obyvatel srbské národnosti.
V opčině se nachází celkem 30 vesnic, z nichž největší je samotný Krnjak. Pouze ale 5 vesnic v opčině (Budačka Rijeka, Čatrnja, Donji Budački, Krnjak a Mlakovac) přesahuje 100 obyvatel. Nejmenšími vesnicemi jsou Bijeli Klanac a Trupinjak, v obou žije pouze 1 obyvatel.
- Bijeli Klanac – 1 obyvatel
- Brebornica – 63 obyvatel
- Budačka Rijeka – 245 obyvatel
- Burić Selo – 29 obyvatel
- Čatrnja – 133 obyvatel
- Donji Budački – 136 obyvatel
- Dugi Dol – 94 obyvatel
- Dvorište – 53 obyvatel
- Gornji Budački – 28 obyvatel
- Gornji Skrad – 67 obyvatel
- Grabovac Krnjački – 85 obyvatel
- Grabovac Vojnićki – 55 obyvatel
- Hrvatsko Žarište – 35 obyvatel
- Jasnić Brdo – 10 obyvatel
- Keserov Potok – 8 obyvatel
- Krnjak – 371 obyvatel
- Mala Crkvina – 42 obyvatel
- Mlakovac – 118 obyvatel
- Pavković Selo – 51 obyvatel
- Perići – 22 obyvatel
- Podgorje Krnjačko – 48 obyvatel
- Poljana Vojnićka – 18 obyvatel
- Ponorac – 40 obyvatel
- Rastovac Budački – 13 obyvatel
- Suhodol Budački – 8 obyvatel
- Trupinjak – 1 obyvatel
- Velika Crkvina – 68 obyvatel
- Vojnović Brdo – 9 obyvatel
- Zagorje – 83 obyvatel
- Zimić – 51 obyvatel

Počet obyvatel vesnice i opčiny klesá již od roku 1931, kdy v opčině žilo 6 339 obyvatel a ve vesnici 645 obyvatel.
Pro dopravu je významná především silnice D1, dále jsou zde i menší silnice 3189 a 3290.